# Vyšné Jamnícke pleso
Vyšné Jamnícke pleso je jezero v Jamnícke dolině v Západních Tatrách na Slovensku. Je známé také pod názvy Horné Jamnícke pleso případně s přehozenými délkami Vyšné Jamnické pleso nebo Horné Jamnické pleso. Má rozlohu 0,4095 ha a je 110 m dlouhé a 58 m široké. Dosahuje maximální hloubky 3,6 m a objemu 5406 m³. Leží v nadmořské výšce 1839 m.

## Okolí
Nachází se v nejvyšší části Jamnícke doliny východně od Jamníckeho sedla, severně od Ostrého Roháče a jižně od Volovce. Východně od něj se nachází Nižné Jamnícke pleso.

## Vodní režim
Z plesa odtéká Jamnícky potok, přítok Račkova potoka, který náleží k povodí Váhu. Rozměry jezera v průběhu času zachycuje tabulka:
| Rok   | Měření prováděl       | Rozloha ha | Délka m | Šířka m | Hloubka max.m | Objem m³ |
| ----- | --------------------- | ---------- | ------- | ------- | ------------- | -------- |
| 1935  | Jerzy Młodziejowski   | 0,431      | 107     | 57      | 2,9           | [ 2 ]    |
| [ 3 ] | československá měření | 0,41       | 110     | 58      | [ 2 ]         | [ 2 ]    |
| 2005  | Gregor, Pacl          | 0,4095     | [ 2 ]   | [ 2 ]   | 3,6           | 5406     |

## Přístup
Pleso je veřejnosti přístupné
- po  modré turistické značce, která vede celou Úzkou a Jamníckou dolinou a v její horní části severně od plesa až na Jamnícke sedlo.